# Fortnight
"Fortnight" és una cançó de la cantant i compositora nord-americana Taylor Swift amb el raper i cantant nord-americà Post Malone, extreta de l'onzè àlbum d'estudi de Taylor Swift, The Tortured Poets Department. Els dos artistes van escriure el tema amb Jack Antonoff, que el va produir amb Taylor Swift. Republic Records va llançar la cançó com a single principal simultàniament amb el seu àlbum principal el 19 d'abril de 2024. Una balada d'electropop i synth-pop inspirada en els anys 80, "Fortnight" està instrumentada per una línia de baix de sintetitzador pulsant. La seva lletra veu el personatge de Swift en un matrimoni infeliç i convertint-se en veïns del costat d'un ex-amant que també està casat.
Els crítics musicals es van dividir sobre la cançó; alguns crítics van lloar la química vocal de Swift i Malone, però altres van considerar la producció insubstancial o feble. "Fortnight" va batre el rècord de reproduccions d'un sol dia per a una cançó a la plataforma d'estríming Spotify. Als Estats Units, la cançó va debutar al top del Billboard Hot 100, empatant a Swift com la músic femenina amb més debuts al top 1.
El mateix dia del llançament del senzill, es va publicar un vídeo musical d'acompanyament de "Fortnight", dirigit per Taylor Swift. És protagonitzat per Taylor Swift, Post Malone i els actors Ethan Hawke i Josh Charles. Amb una fotografia en blanc i negre, el vídeo inclou escenes entrellaçades de Taylor Swift en un hospital psiquiàtric i Taylor Swift i Post Malone com a amants.

## Fons i llançament
Després de l'anunci de The Tortured Poets Department durant el discurs dels Grammy de Taylor Swift el 5 de febrer de 2024, va revelar "Fortnight" com a pista d'obertura de la llista de cançons poc després. El raper i cantant Post Malone va ser anunciat com a artista convidat de la cançó. L'endemà, va utilitzar el seu Instagram per compartir la seva il·lusió pel llançament i la col·laboració. Durant una entrevista amb Zane Lowe per a Apple Music 1, la cantant va felicitar Taylor Swift i la va descriure com "increïble" i "talentosa". En el moment de l'entrevista, Post Malone va revelar que encara no havia escoltat la cançó sencera. La cançó va ser llançada com a senzill principal de l'àlbum el 19 d'abril de 2024.

## Música i lletres
"Fortnight" és una balada electropop i synth-pop amb influència dels anys 80. La seva producció electrònica subtil està instrumentada per una línia de baix de sintetitzador pulsant generada per punxells de sintetitzador de 8 bits. Alguns crítics van opinar que "Fortnight" era estilísticament similar a la música de l'àlbum Midnights (2022) de Taylor Swift. Lauren Webb de Clash va escriure que el tema té un estil que recorda a artistes com Roxette, Cutting Crew i Phil Collins.
El títol és un nom de l'anglès britànic que significa "dues setmanes". La lletra parla del relat d'una dona sobre com es converteix en veïna d'un ex-amant, que ara està casat amb una altra dona, mentre que ella mateixa està infeliçment casada. Diu que viure al costat del seu ex-amant la fa fantasejar amb matar la dona ("Your wife waters the flowers/ I want to kill her" - "La teva dona rega les flors/ Vull matar-la"). Després de la segona estrofa, durant el doble cor, el personatge de la Taylor Swift s'assabenta de la infidelitat del seu marit ("My husband is cheating/ I wanna kill him" - "El meu marit m'està enganyant/ Vull matar-lo"). Al final, el personatge de Post Malone, que representa l'ex-amant del personatge de Taylor Swift, canta sobre mudar-se a Florida ("Thought of callin' ya, but you won't pick up/ 'Nother fortnight lost in America/ Move to Florida, buy the car you want/ But it won't start up till you touch, touch, touch me" - "He pensat en trucar-te, però no l'agafaràs/ "Una altra quinzena perduda a Amèrica/ Mou-te to Florida, compra el cotxe que vulguis/ Però no s'engegarà fins que no em toquis, toquis, toquis").
En la premiere de l'àlbum amb iHeartRadio, Taylor Swift va compartir que el senzill "exhibeix realment molts dels temes comuns que recorren l'àlbum", inclosos "el fatalisme, l'enyorança, la pena i els somnis perduts". Va afegir, en un comentari per a Amazon Music, que "Fortnight" mostrava temes "fatalistes" amb lletres hiperbòliques i dramàtiques ("T'estimo, m'està arruïnant la vida"), que representaven l'àlbum. Lindsay Zoladz de The New York Times va pensar que la cançó és "fresca i controlada" fins que "es descongela i brilla" després de la lletra "T'estimo, m'està arruïnant la vida" ("I love you, it's ruining my life").
A American Songwriter, Thom Donovan va resumir la història com "una antiga història d'amor que es va convertir en un malson suburbà". Helen Brown de The Independent va suggerir que la lletra era autobiogràfica. Mary Siroky de Consequence va opinar que la lletra tenia un "aire de mort" pesat, mentre que Melissa Ruggeri de USA Today pensava que eren "foscament gracioses" ("I was a functioning alcoholic 'til nobody noticed my new aesthetic" - "Jo era una alcohòlica funcional fins que ningú no es va adonar de la meva nova estètica"). Shaad D'Souza de Pitchfork va suggerir que les lletres eren en part autobiogràfiques, però també de ficció, evocant la composició de cançons de l'àlbum Folklore(2020).

### Sinopsi
El vídeo musical es va publicar el 19 d'abril de 2024. Inclou Taylor Swift, Post Malone, i els actors del Club dels Poetes Morts Ethan Hawke i Josh Charles. El vídeo és en blanc i negre i treu influències de pel·lícules mudes de principis del segle xx.
El vídeo comença en un manicomi. La Taylor Swift, amb un vestit de núvia blanc trencat, està encadenada al seu llit col·locat al sostre, aparentment desafiant la gravetat. Se li dona un medicament amb l'etiqueta "Forget Him" ("Obida'l") i, en conseqüència, se li permet caminar lliurement per la seva habitació; mentre mira el seu reflex en un mirall unidireccional, s'eixuga la cara, revelant tatuatges. Travessa una porta i entra en els seus records; ara amb un vestit de dol negre de l'època victoriana, recorda treballar en un entorn d'oficina estèril ple de treballadors vestits de negre de cap a peus, escrivint perpètuament la lletra "T'estimo, m'està arruïnant la vida". En una màquina d'escriure davant d'ella trobem el seu company de feina, interpretat per Post Malone. Més tard es revela que els dos són amants. De tornada al manicomi, psicòlegs i professionals mèdics, interpretats per Ethan Hawke, Josh Charles i Post Malone realitzen experiments amb Taylor Swift, que està lligada a una camilla. L'Ethan Hawke tira d'una palanca, electrocutant a Taylor Swift, provocant que les màquines espurin i funcionin malament. Un dels metges, Post Malone, que s'adona de qui és realment, desconnecta i allibera la Taylor Swift del seu dolor. Les escenes finals representen a Malone, mullat per la pluja, en una cabina telefònica situada en un penya-segat solitari; Taylor Swift, mirant des de dalt de l'estructura, agafa la mà estesa de Malone, simbolitzant per fi la seva reunificació.